# Британська військова місія в Польщі
Британська військова місія у Польщі (англ. British Military Mission to Poland) — спроба Сполученого Королівства допомогти новонародженій Другій Польській Республіці після того, як вона здобула незалежність у листопаді 1918 року наприкінці Першої світової війни. 
Розташовувалася у Варшаві, працювала паралельно з чисельнішою та набагато значущішою французькою військовою місією в Польщі. Командував нею британський генерал Адріан Картон де Віарт, який змінив генерала Луїса Боти. Через дебати в британському уряді щодо його політики відносно нового уряду в Росії місія була недоукомплектована та не була задіяна на повну силу порівняно з французькою.:97-98
29 серпня 1919 місія підтвердила наявність у російської сторони бойових отруйних речовин на фронті Петергоф—Гатчина. Донесення британців збіглися в часі з виявленням газових снарядів невідомого походження в Янові-Поліському. У Польщі на той час було 300 тис. протигазів, що вважалося достатньою кількістю.
Місію слід відрізняти від міжсоюзницької місії у Польщі — імпровізованого заходу, започаткованого Ллойд Джорджем 21 липня 1920 року у розпал кризи перед Варшавською битвою.